# Viagem e Turismo
Viagem e Turismo é um site jornalístico brasileiro de turismo publicado pela Editora Abril.
Lançada em novembro de 1995, foi a primeira publicação brasileira dedicada exclusivamente ao turismo. Possui uma tiragem de 123 mil exemplares. Em 6 de agosto de 2018, foi anunciada a descontinuação da circulação da revista, junto com mais 9 títulos. Contudo, o Grupo Abril mantém no ar o site com a marca.